# Pukeski distrikt
Pukëski distrikt (albanski: Rrethi i Pukës) je jedan od 36 distrikata u Albaniji, dio Skadarskog okruga. Po procjeni iz 2004. ima oko 34.000 stanovnika, a pokriva područje od 1,034 km². 
Nalazi se na sjeveru zemlje, a sjedište mu je grad Pukë. Distrikt se sastoji od sljedećih općina:
- Blerim
- Iballe
- Fierzë
- Fushë-Arrëz
- Gjegjan
- Pukë
- Qafë-Mali
- Qelëz
- Qerret
- Rrapë